# Masi Oka
Masi Oka (japonsky 岡 政偉 Oka Masayori, * 27. prosinec 1974, Tokio, Japonsko) je japonský herec. Účinkoval ve více filmech a seriálech, např. v seriálu Hrdinové.

## Životopis
Jeho rodiče se rozvedli když měl jeden měsíc, vyrůstal pouze s matkou, nikdy nepoznal svého otce. Spolu s matkou se ve věku šesti let přestěhoval do Queens v New Yorku. V osmém roce svého života se objevil v televizním pořadu televize CBS Child's Play. V roce 1987 se objevil na titulní straně časopisu Time s titulkem "Those Asian-American Whiz Kids".
Navštěvoval základní školu The Mirman School a absolvoval střední školu Harvard-Westlake School v roce 1992 a v roce 1997 absolvoval Brownovu Univerzitu, získal vzdělání v oboru matematika a matematické vědy.

## Kariéra
Oka začal pracovat po absolvování ve společnosti George Lucase zaměřené na vizuální efekty Industrial Light & Magic. Jeho první větší projekt byla spolupráce na výrobě počítačového programu na vyrobení melounového efektu, které byly použity v "Perfect Storm" a později byly použity ve filmu Piráti z Karibiku: Truhla mrtvého muže. Později pracoval na vytvoření programu pro Počítačovou fluidní dynamiku a prolamování povrchů, které byly použity ve více projektech. Také pracoval i na filmech z trilogie Star Wars. V současnosti žije v Los Angeles.
Oka začal hrát v roce 2000. Získal průkaz Herecké asociace pro hraní ve filmech, hned poté, co se přestěhoval do Los Angeles.
V roce 2006 byl Oka na castingu na postavu Hiro Nakamura v seriálu Hrdinové. Za ztvárnění Hiro Nakamury získal nominaci na Zlatý glóbus v kategorii "Nejlepší herec v seriálu". Dále pokračuje v práci pro ILM a to na zkrácený úvazek tři dny v týdnu, dále jako "Research" a "Development Technical Director", píše programy pro vytváření speciálních efektů.

## Záliby
Oka hovoří plynně japonsky, anglicky a španělsky. Jeho koníčky jsou Kendó (bojové umění), hraní videoher, koukání a čtení romantických komedií, hraní na klavír a zpívání. Dychtivě sbírá komiksy manga.

## Filmografie

### Herec
- 2001 Dharma a Greg
- 2001 Citizen Baines
- 2001 Gilmorova děvčata

- 2002 Yes, Dear
- 2002 Sabrina - mladá čarodějnice
- 2002 Austin Powers in Goldmember
- 2002 She Spies
- 2002 The Jamie Kennedy Experiment
- 2002 Scrubs

- 2003 Uh-Oh!
- 2003 Legally Blonde 2: Red, White & amp; Blonde
- 2003 Luis

- 2004 Riskni to s Polly
- 2004 Still Standing
- 2004 All of Us

- 2005 Less Than Perfect
- 2005 Reno 911!
- 2005 The Proud Family Movie
- 2005 House of the Dead 2: Dead Aim
- 2005 Joey
- 2005 God Wears My Underwear
- 2005 Punk'd

- 2006 Reba
- 2006 Without a Trace
- 2006 The Loop
- 2006 Show Sarah Silverman
- 2006 Hrdinové

- 2007 Balls of Fury
- 2007 Studio 60 on the Sunset Strip
- 2007 Robot Chicken
- 2007 Jane Doe

- 2008 Get Smart
- 2008 Get Smart 's Bruce and Lloyd: Out of Control
- 2008 The Promotion

### Efekty
- 1998 Mighty Joe Young CG technical assistant: Industrial Light & amp; Magic (ILM)
- 1999 Star Wars: Episode I: The Phantom Menace visual effects production and technical
- 2000 The Perfect Storm digital artist: ILM
- 2002 Star Wars Episode II: Attack of the Clones digital effects artist: ILM
- 2003 Hulk technical director: ILM
- Terminator 3: Rise of the Machines CG artist: ILM
- 2005 Star Wars Episode III: Revenge of the Sith digital artist: ILM
- War of the Worlds digital artist: ILM
- 2006 Pirates of the Caribbean: Dead Man 's Chest digital artist: ILM